# Luci Minuci
Luci Minuci (en llatí Lucius Minucius) va ser un magistrat romà. Formava part de la gens Minúcia.
Va ser legat del pretor Quin Fulvi Flac a la Hispània Citerior l'any 180 aC. Les seves indicacions sobre la situació de la província quan el senat va examinar l'estat de comptes, van diferir en molt a les xifres donades pel pretor.